# Santa Ana, Querétaro Arteaga
Santa Ana är en ort i Mexiko.   Den ligger i kommunen San Joaquín och delstaten Querétaro Arteaga, i den centrala delen av landet, 170 km norr om huvudstaden Mexico City. Santa Ana ligger 2 463 meter över havet och antalet invånare är 428.
Terrängen runt Santa Ana är bergig österut, men västerut är den kuperad. Runt Santa Ana är det ganska glesbefolkat, med 38 invånare per kvadratkilometer. Närmaste större samhälle är El Aguacate, 11,0 km öster om Santa Ana. I omgivningarna runt Santa Ana växer i huvudsak blandskog.